# وینسنت ریچاردز
 وینسنت ریچاردز (انگلیسی: Vincent Richards؛ زاده ۲۰ مارس ۱۹۰۳ درگذشته ۲۸ سپتامبر ۱۹۵۹) یک تنیس‌باز اهل ایالات متحده آمریکا بود.